# Parafia Matki Bożej Ostrobramskiej w Otwocku Wielkim
Parafia Matki Bożej Ostrobramskiej w Otwocku Wielkim – parafia rzymskokatolicka należąca do dekanatu Otwock-Kresy, diecezji warszawsko-praskiej, metropolii warszawskiej Kościoła katolickiego. 
W parafii posługują księża diecezjalni.

## Zasięg parafii
Do parafii należą wierni z następujących miejscowości: Kępa Nadbrzeska, Nadbrzeż, Otwock Wielki i Wygoda